# HSK Kormoran
De Kormoran was een Duitse hulpkruiser van de Kriegsmarine tijdens de Tweede Wereldoorlog.
Hij is vooral bekend geworden door de zeeslag met de Australische lichte kruiser Sydney, die ten onder ging met alle 645 bemanningsleden. Daarbij werd echter de Kormoran ook tot zinken gebracht.
Op 16 maart 2008 bracht de Australische minister-president naar buiten dat het wrak van de Kormoran gevonden was op 150 kilometer ten westen van het West-Australische Shark Bay.

## Geschiedenis
De Kormoran is te water gelaten op 15 september 1938 bij de Germaniawerft in Kiel als vrachtschip Steiermark van de HAPAG, de Hamburg-America-lijn. Op 9 oktober 1940 kwam hij in dienst van de Kriegsmarine en werd verbouwd tot hulpkruiser. Het schip werd hernoemd in Kormoran, wat aalscholver betekent. Het schip kwam onder bevel van kapitein Theodor Detmers.
Hulpkruisers zijn schepen met het uiterlijk van een koopvaardijschip met bewapening, ze worden ook wel raider genoemd.
Door het uiterlijk kunnen ze makkelijk bij andere schepen in de buurt komen. De bewapening is normaal gesproken verborgen zodat het verrassingseffect des te groter is. Vaak wapperde in de mast een vlag van een neutraal land om geen argwaan te wekken.

## Raids
De Kormoran was het eerste schip van de tweede golf van vermomde hulpkruisers van de Kriegsmarine. In een 352 dagen durende cruise, van 3 december 1940 tot 19 november 1941, bracht de Kormoran tien koopvaardijschepen tot zinken met in totaal een tonnage van 56.965.
Op 3 december 1940 vertrok het schip onder het commando van Theodor Detmers via de Straat van Denemarken naar de Atlantische Oceaan. In vier maanden tijd bracht het zeven geallieerde schepen tot zinken; daarnaast werd er een als oorlogsbuit naar bezet Frankrijk gestuurd.
De Kormoran vertrok naar de Indische Oceaan, waar drie schepen werden gekaapt, tussen april en november 1941. In november 1941 voer de Kormoran rond de westkust van Australië, op weg naar een nieuw toegewezen gebied in de Zuidelijke Grote Oceaan.

## Strijd met deSydney
Zijn carrière kwam echter tot een eind toen hij op 19 november 1941 in de slag met de HMAS Sydney zelf ook tot zinken werd gebracht. De Kormoran en de lichte kruiser HMAS Sydney kwamen in contact met elkaar in de Indische Oceaan tussen Carnarvon en Geraldton in West-Australië. De Duitse raider was vermomd als het Nederlandse vrachtschip Straat Malakka. De bedoeling was om het marineschip te passeren maar de HMAS Sydney kwam dichterbij voor een inspectie.

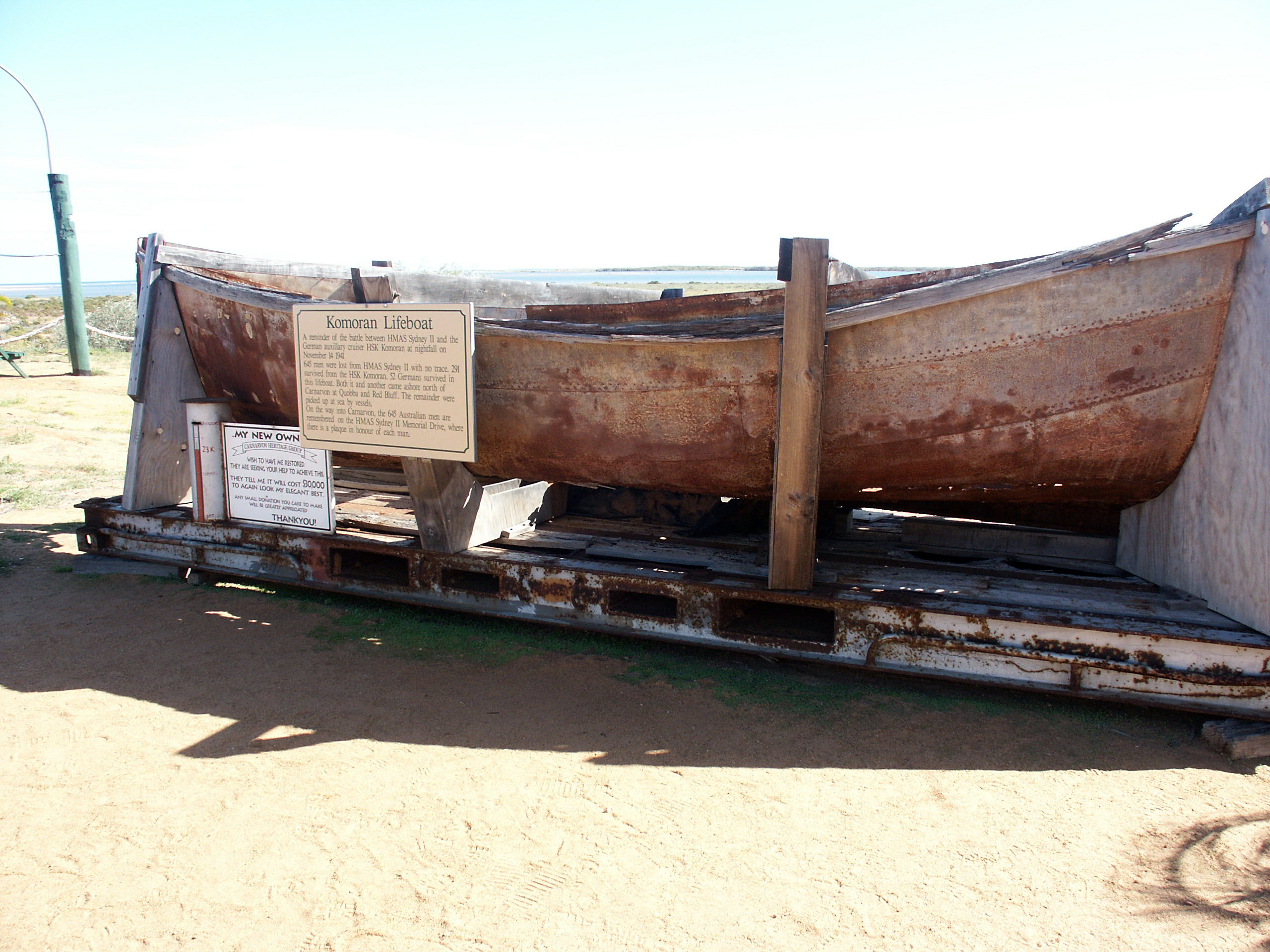
Reddingsboot van de Kormoran op het strand van Carnarvon, West-Australië. Op het bord staat dat 52 Duitsers overleefden in deze reddingsboot, dit klopt echter niet.

Volgens de overlevenden van de Kormoran verwachtte het Australische oorlogsschip geen zeeslag en was er ook niet op voorbereid.
Haar kanonnen waren niet gericht op de Kormoran. Verrast door het vuur van het Duitse schip werd de Sydney zo'n 50 keer geraakt door de zware granaten voordat het vuur kon worden beantwoord. In totaal werd de Sydney zo'n 150 keer geraakt, onder meer door een torpedo. Beide zwaar beschadigde schepen dreven uit elkaar en het laatste wat van de Sydney en haar 645 bemanningsleden is gezien, zijn vlammen en een explosie aan de horizon. Het is de enige overwinning van een hulpkruiser op een oorlogsschip.
De Kormoran werd beschadigd door de Sydney, en door een treffer ontstond een brand die niet onder controle te krijgen was. Met 20 man dood en een vuur dat steeds dichter in de buurt van het mijnendek kwam, werd besloten het schip te verlaten.
Er werden exposieve ladingen geplaatst om het schip te laten zinken. De overlevenden gingen in de reddingboten waarbij nog 40 overleden toen een reddingsboot kapseisde in de zware zee. Kort daarna ontploften de explosieve ladingen en 25 minuten later de zeemijnen. Toen verdween het schip in de golven. Kapitein Detmer en 320 mannen (plus 3 Chinese krijgsgevangenen) werden gered door vijf schepen en twee reddingboten; ze kwamen aan land op 25 km van Carnarvon. Alle overlevenden brachten de rest van de oorlog door in een krijgsgevangenenkamp in Australië, tot hun vrijlating in januari 1947.
Omdat het verhaal rond de Sydney tot veel speculaties en verhalen leidde, werd een stichting opgericht, HMAS Sydney Search Pty Ltd, met als doel het lokaliseren van beide wrakken.

## Ontdekking
Het wrak van de Kormoran werd ontdekt door de Finding Sydney Foundation op 12 maart 2008 op ongeveer 26° 05' 49.4" S 111° 04' 27.5" E, op een diepte van 2650 meter.
Het wrak van de HMAS Sydney werd op 12 zeemijl (22 kilometer) afstand van de Kormoran ontdekt.
De formele aankondiging is gedaan door minister-president Kevin Rudd.

## Overvallen schepen
- 6 januari 1941 - Antonis, 3729 BRT
- 18 januari 1941 - British Union, 6987 BRT
- 29 januari 1941 - Africa Star, 11 900 BRT
- 29 januari 1941 - Eurylochus, 5723 BRT
- 22 maart 1941 - Agnita, 3552 BRT
- 25 maart 1941 - Canadolite, 11 309 BRT (naar Frankrijk als oorlogsbuit)
- 9 april 1941 - Craftsman, .022 BRT
- 12 april 1941 - Nicolas D.L., 5486 BRT
- 26 juni 1941 - Velebit, 4153 BRT
- 26 juni 1941 - Mareeba, 3472 BRT
- 26 september 1941 - Stamatios G Embiricos, 3941 BRT
- 19 november 1941 - lichte kruiser HMAS Sydney

## Artikelen
- Detmers, Theodor.The raider Kormoran 2e druk. Londen [England]: William Kimber,1959. 158 p.
- Barbara Winter: Duell in front of Australia, ISBN 3-8132-0441-3
- W. A. Jones: Prisoner of the Kormoran, Australasian Publishing CO. PTY. LTD. Sydney
- Paul Schmalenbach: German Raiders 1895-1945 (1977) ISBN 0 85059 351 4
- August Karl Muggenthaler: German Raiders of World War II (1977) ISBN 0 7091 6683 4
- Stephen Roskill: The War at Sea 1939-1945 Vol I (1954)
- Michael Montgomery: Who Sank The Sydney? 1981, rev 1985 ISBN 0 14 007706 5
- Olsen, Wesley Bitter Victory; the death of HMAS Sydney Herziene herdruk Nedlands, W.A.: University of Western Australia Press, 2002. ISBN 1-876268-91-3